# Małżeństwo zmarłego z drzewem

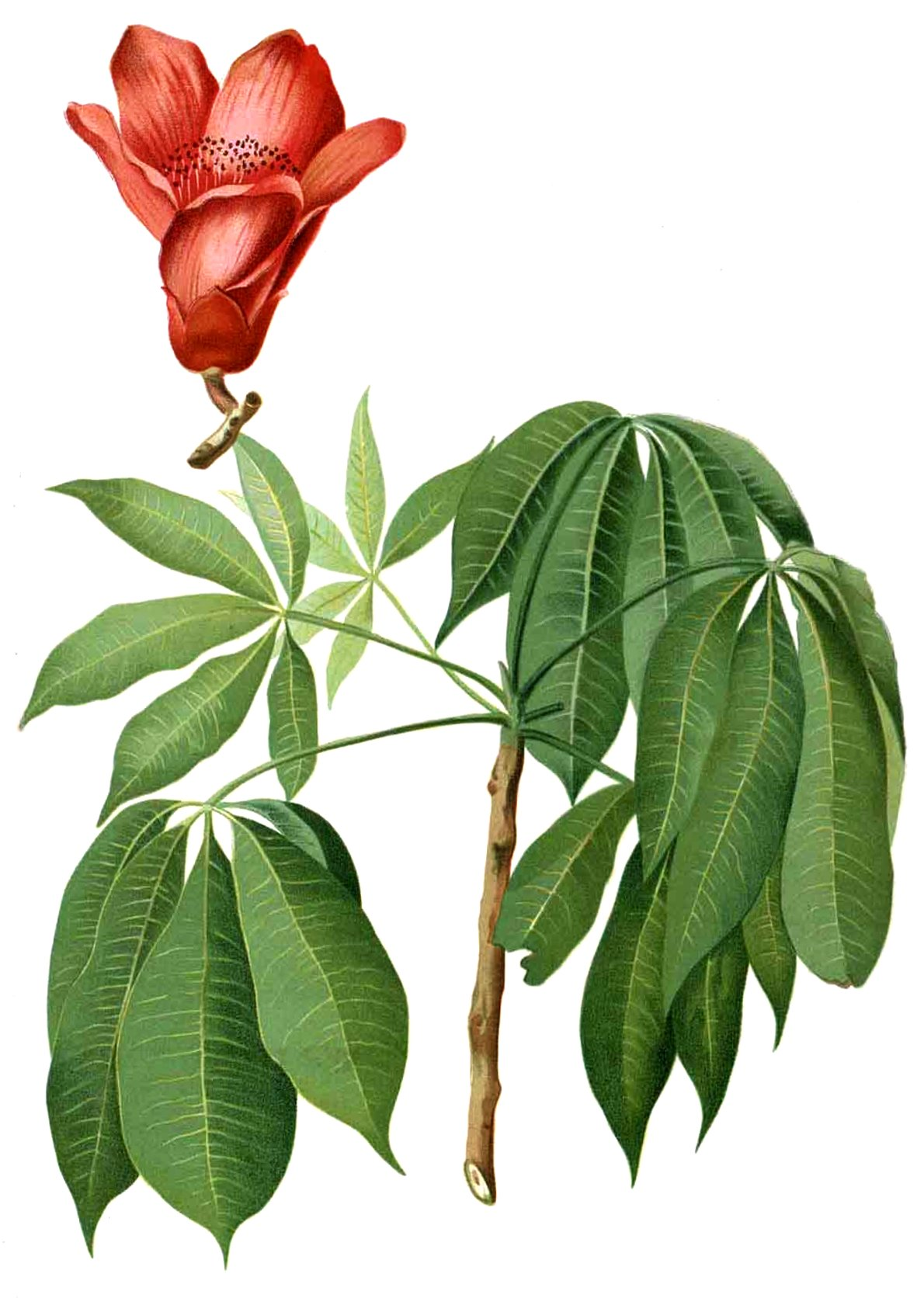
Wełniak azjatycki

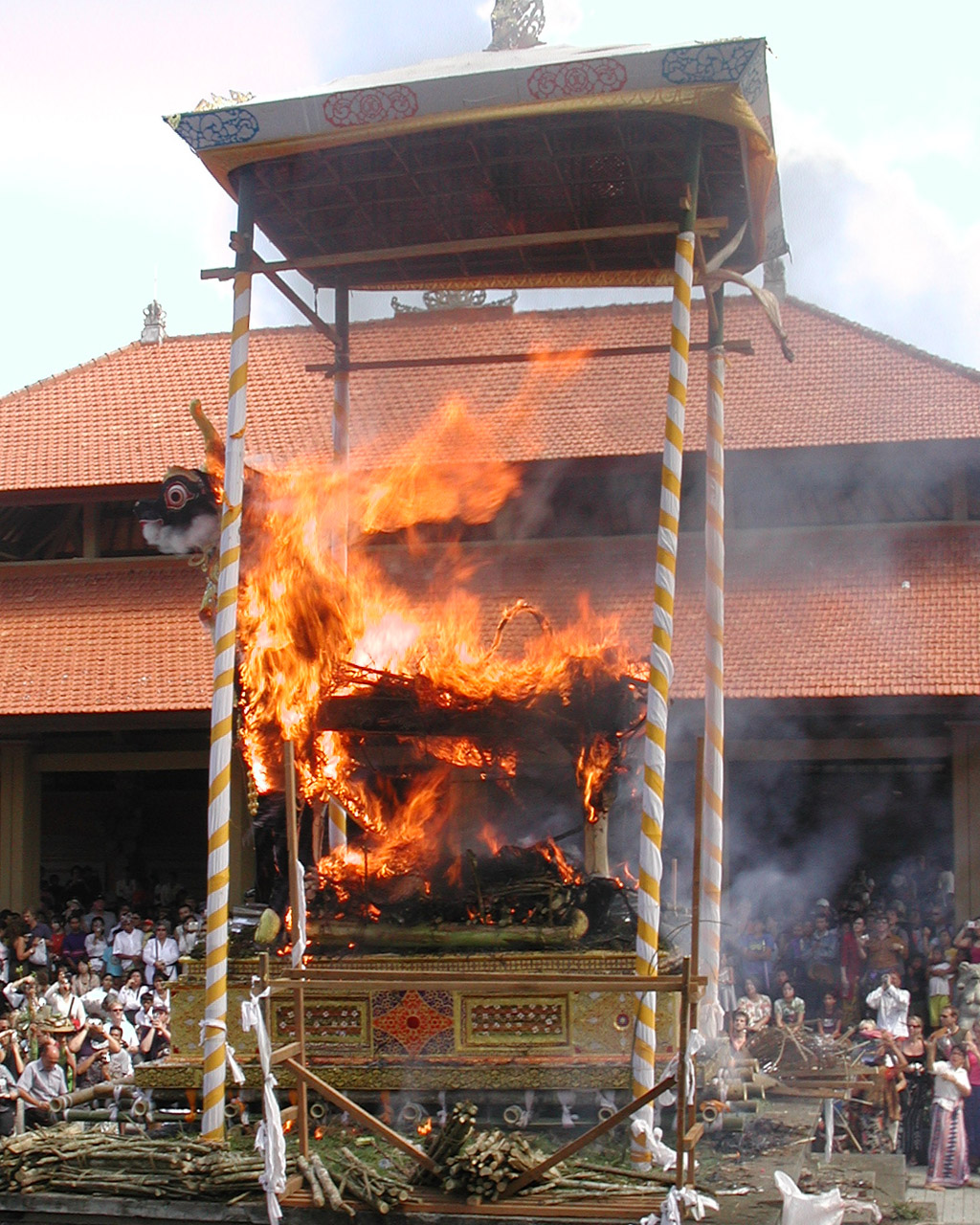
Kremacja hinduistyczna na wyspie Bali

Małżeństwo zmarłego z drzewem – rodzaj związku małżeńskiego w hinduizmie.
Stronami przystępującymi do ślubu są: 
- drzewo  z rodziny wełniakowatych o lokalnej nazwie śalmali (hindi शाल्मली trl. śālmalī lub सेमल trl. semal), polska nazwa to wełniak azjatycki
- młodo zmarły nieżonaty mężczyzna (albo niezamężna dziewczyna).

Do ślubu może przystąpić drzewo lub tylko jego gałąź. Przed ceremonią drzewo zostaje odpowiednio barwnie przystrojone. Ciało zmarłej nieżonatej osoby zostaje do tak przygotowanego drzewa przywiązane, po czym ma miejsce dopełnienie ceremonii ślubnej. Dalszy tok zdarzeń to odwiązanie zmarłego i rozdzielenie pary. Drzewo-małżonek zostaje wyrwane. Osoba zmarła poddawana jest tradycyjnej w hinduizmie kremacji. Równoważnie dokonuje się spalenia rytualnie poślubionego uprzednio drzewa śalmali.

## Literatura przedmiotu
- J.B.A. Abbot, The Kyes of Power, London 1932, s.291